# Казе Таскини (Терни)
Казе Таскини је насеље у Италији у округу Терни, региону Умбрија.
Према процени из 2011. у насељу је живело 22 становника. Насеље се налази на надморској висини од 546 м.